# Polystichum mehrae
Polystichum mehrae är en träjonväxtart som beskrevs av Fraser-jenk. och Khullar. Polystichum mehrae ingår i släktet Polystichum och familjen Dryopteridaceae. Inga underarter finns listade.